# Tomoderus lineatopunctatus
Tomoderus lineatopunctatus es una especie de coleóptero de la familia Anthicidae.

## Distribución geográfica
Habita en Taiwán.